# Walter Jürgen Schmid

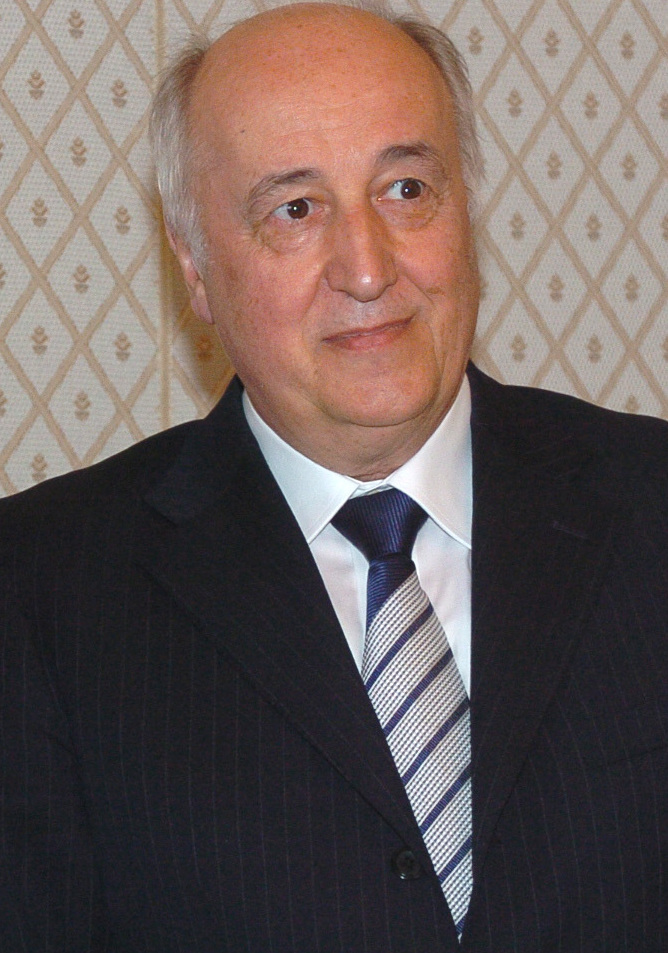
Walter Schmid (2006)

Walter Jürgen Schmid (* 24. November 1946 in Esslingen am Neckar) ist ein deutscher Diplomat.

## Leben
Walter Jürgen Schmid leistete nach seinem Abitur von 1966 bis 1967 seinen Grundwehrdienst. Er studierte von 1968 bis 1973 Rechtswissenschaften an der Eberhard Karls Universität Tübingen, der Ludwig-Maximilians-Universität München und der Universität in Aix-en-Provence. Von 1973 bis 1975 war er Gerichtsreferendar und wurde zum Dr. jur. promoviert.

Seinen Dienst im Auswärtigen Amt begann er 1976 als Attaché. Im Anschluss wurde er persönlicher Referent von Staatsminister Klaus von Dohnanyi. Seine erste Auslandsstation war die Botschaft in Montevideo in Uruguay, bevor er 1982 in die deutsche Botschaft nach Ankara, Türkei, wechselte. Von 1986 bis 1991 war er Senatsdirektor in der Senatskanzlei der Freien und Hansestadt Hamburg. Sein erster Posten als Botschafter führte ihn von 1992 bis 1994 ins guineische Conakry. 1995 ging er für ein Jahr an das Royal College of Defence Studies (RCDS) in London. In der Abrüstungsabteilung des Auswärtigen Amtes war er bis 2000 tätig, bevor er erst zum stellvertretenden Beauftragten und schließlich 2003 zum Beauftragten der Bundesregierung für Fragen der Abrüstung und Rüstungskontrolle berufen wurde.

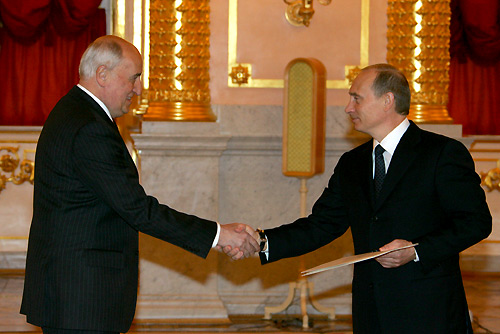
Walter Jürgen Schmid überreicht sein Beglaubigungsschreiben an den russischen Präsidenten Wladimir Putin am 8. November 2005

Von Juli 2005 bis Anfang 2010 war Walter Jürgen Schmid deutscher Botschafter in Moskau, wo er von Ulrich Brandenburg abgelöst wurde.
Im September 2010 folgte er Hans-Henning Horstmann als außerordentlichen und bevollmächtigten Botschafter der Bundesrepublik Deutschland beim Heiligen Stuhl und überreichte Papst Benedikt XVI. am 13. September desselben Jahres in Castel Gandolfo sein Akkreditierungsschreiben. Schmid hat sich am 7. Oktober 2011 persönlich von Papst Benedikt XVI. verabschiedet und ging in den Ruhestand. Sein Nachfolger wurde Reinhard Schweppe.
Schmid ist verheiratet mit Livia Vergallo-Schmid.